# Pożar katedry Notre-Dame w Paryżu
Pożar katedry Notre-Dame w Paryżu – pożar, który wybuchł 15 kwietnia 2019 roku w katedrze Notre-Dame w Paryżu. Płomienie objęły dach świątyni i znajdującą się na nim sygnaturkę. Później rozprzestrzeniły się na jedną z wież budowli. Dokładna przyczyna pożaru nigdy nie została ustalona; prokuratura w Paryżu uważa go obecnie za wypadek, wykluczając podpalenie i akt terrorystyczny.

## Przebieg akcji gaśniczej
Pierwszy alarm pożarowy rozległ się o godzinie 18:20, katedra została ewakuowana w ciągu kilku minut. Jeden ze strażników wspiął się na dach, jednak nie znalazł ognia. Ponownie alarm pożarowy zabrzmiał o godzinie 18:43. O 18:49 strażnicy po ponownym sprawdzeniu dachu zlokalizowali ogień. Straż pożarna została wezwana o godzinie 18:51, jednostki skierowane do walki z pożarem przybyły na miejsce w ciągu 10 minut od zgłoszenia. Zgodnie z komunikatem paryskiej straży pożarnej w akcji gaszenia katedry Notre-Dame brało udział blisko 400 strażaków. W jej trakcie lekko rannych zostało dwóch policjantów i jeden strażak.

## Po pożarze
Pożar ugaszono 16 kwietnia około godziny 4:00. Ocalała główna konstrukcja budowli oraz dwie wieże, a także trzy rozety z XII i XIII wieku. Dach świątyni doszczętnie spłonął, zaś zbudowana w XIX wieku według projektu Eugène’a Viollet-le-Duca sygnaturka uległa zawaleniu. Zniszczone zostały również fragmenty kamiennego sklepienia w nawie głównej, na jej skrzyżowaniu z transeptem oraz w północnej części transeptu, a także XIX-wieczne górne witraże w szczytach transeptu. Generał Jean-Claude Gallet, dowódca paryskiej straży pożarnej, poinformował, że najcenniejsze zabytki zostały w porę wyniesione. Z płonącej katedry udało się uratować koronę cierniową, jedną z najważniejszych relikwii chrześcijańskich, a także niektóre kielichy i XIII-wieczną tunikę króla Ludwika IX Świętego.
Pożar katedry spowodował uwolnienie do atmosfery 460 ton ołowiu. Skażenie ołowiem okolic katedry przekracza normę nawet do 1300 razy.

## Reakcje
Prezydent Emmanuel Macron już w dniu pożaru zapowiedział odbudowę katedry. W związku z tym osoby prywatne, przedsiębiorstwa oraz francuskie i zagraniczne instytucje zadeklarowały pomoc finansową. Dwa dni po pożarze stacja BBC oszacowała, że udało się zebrać 800 milionów euro.

## Wpływ na kulturę
Wydarzenia zostały zekranizowane w 2022 roku przez Jeana-Jacques'a Annauda w filmie katastroficznym Notre Dame płonie (fr. Notre-Dame brûle), oraz przez Hervé Hadmara w miniserialu Notre Dame (fr. Notre-Dame, la part du feu).